# الثورة الألمانية 1848–1849
الثورة الألمانية (بالألمانية: Deutsche Revolution) في الدول الألمانية، تسمى أيضاً ثورة مارس - جزء من ثورات 1848 التي اندلعت في العديد من بلدان أوروبا - كانت سلسلة من الاحتجاجات والتمردات منسقة بشكل فضفاض في دول الاتحاد الألماني بما فيها الإمبراطورية النمساوية. الثورة التي شددت على رابطة الشعوب الجرمانية، أكدت السخط الشعبي على البنية السياسية التقليدية الاستبدادية لدول الاتحاد المستقلة ال39 التي ورثت الأراضي الألمانية من الإمبراطورية الرومانية المقدسة السابقة. وعبروا أيضا عن الدعم الشعبي لحركة الاتحاد الجمركي الألماني (بالألمانية: Zollverein). وأظهروا رغبة في زيادة الحرية السياسية وسياسات الدولة الليبرالية والتحرر من الرقابة والديمقراطية والقومية.
بدأت الثورة في دوقية بادن الكبرى، وفي غضون أسابيع قليلة امتدت إلى الولايات الأخرى في الاتحاد الألماني. وقد أجبرت على ظهور الحكومات الليبرالية في كل الولايات من برلين إلى فيينا (وما يسمى حكومات مارس) وتنظيم انتخابات الجمعية الوطنية الدستورية التي اجتمعت في كنيسة القديس سانت بول في مدينة فرانكفورت الحرة آنذاك. بعد النجاحات التي تحققت بسرعة نسبيا مع نجاح المطالب، مثل منع رقابة الصحفية وتحرير القنانة، بعدها أصبحت الحركة الثورية أكثر دفاعية منذ منتصف 1848. وخصوصا في خريف 1848 وفي حملة دستور الامبراطورية في مايو 1849. وأبرزت الدراسات أن الثورة ذات أبعاد إقليمية (على سبيل المثال: في ولاية سكسونيا بلاتينات البافارية ودائرة الراين البروسية وخاصة في بادن) فيما يتعلق بمتطلباتها الأساسية. وأجهضت أول محاولة في إنشاء دولة للأمة الألمانية متحدة ديمقراطيا سحقتها القوات البروسية والنمساوية بالقوة العسكرية بحلول يوليو 1849.
وكانت عناصر الطبقة الوسطى ملتزمة بالمبادئ الليبرالية، في حين سعت الطبقة العاملة إلى إدخال تحسينات جذرية على ظروف العمل والمعيشة. ومع ذلك فإن الخلاف بين الطبقة الوسطى العاملة كان من عناصر انقسام الثورة، مما أدى إلى عودة الأرستقراطية المحافظة وانتصارها على الثورة، مما اضطر العديد من الليبراليين بالخروج إلى المنفى هربا من الاضطهاد السياسي، حيث أصبحوا يعرفون باسم الأربعينيون. وهاجر العديد منهم إلى الولايات المتحدة، واستقروا مابين ولاية ويسكونسن إلى تكساس.

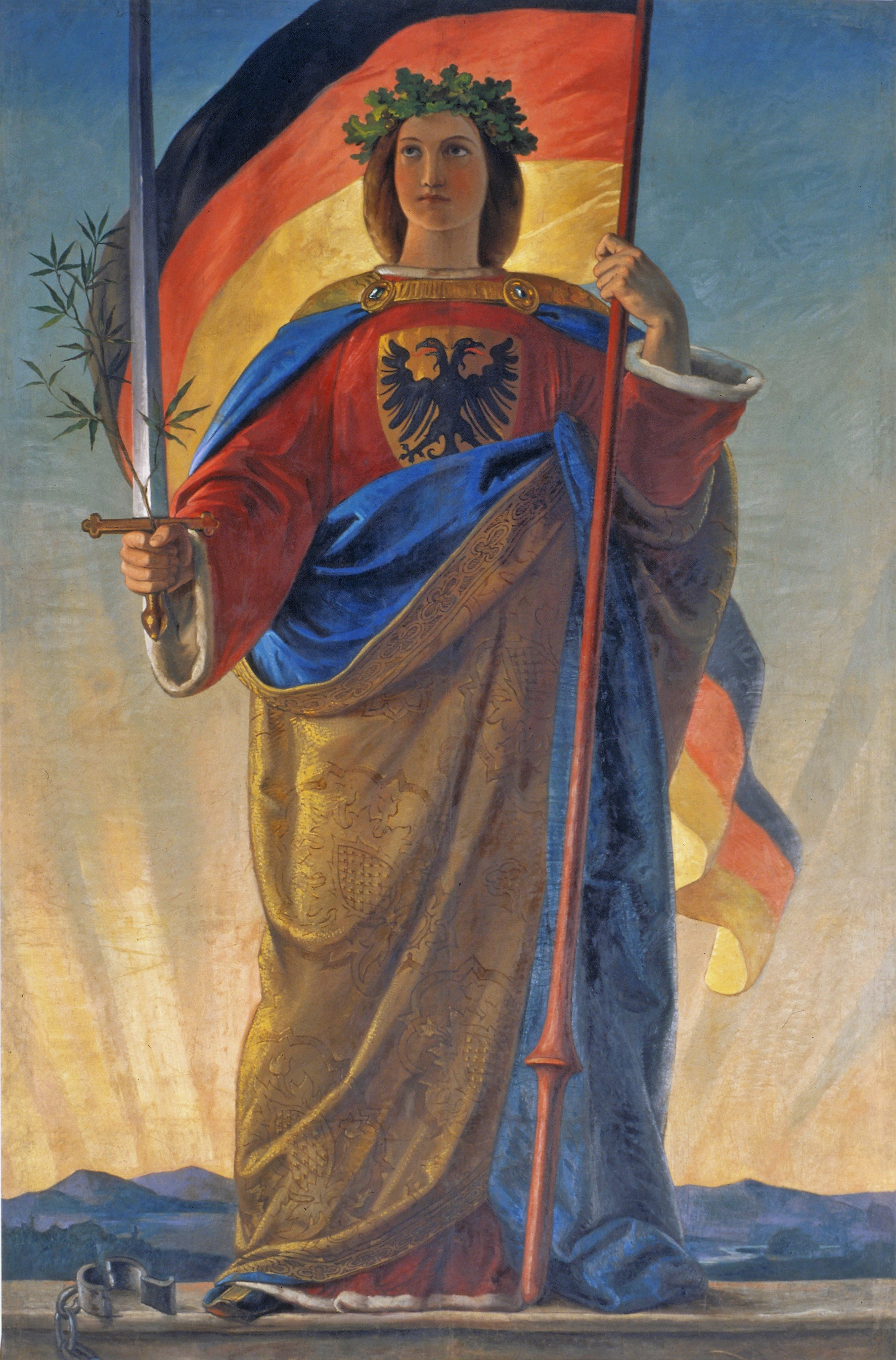
جرمانيا، من أعمال فيليب فايت

## الأحداث التي أدت إلى الثورة
بدأت أسس انتفاضة ألمانيا في 1848 قبل زمن طويل. وإحداها كانت أحداث مهرجان هامبخير سنة 1832، حيث اندلعت الاضطرابات بوجه الضرائب الثقيلة والرقابة السياسية. والملاحظ في مهرجان هامبخير أن الجمهوريين اعتمدوا ألوان الذهبي والأسود والأحمر (الموجودة حاليا في العلم الوطني لألمانيا) بأنه رمز للحركة الجمهورية والوحدة بين الشعوب الناطقة بالألمانية. انتشرت النشاط من أجل الإصلاح الليبرالي في العديد من الولايات الألمانية، ولكل منها ثورتها المتميزة. كما استلهموا ثورتهم من مظاهرات العمال والحرفيين بشوارع باريس في الفترة 22-24 فبراير 1848، والتي أسفرت عن تنازل الملك لويس فيليب عن حكم فرنسا ورحيله إلى بريطانيا. وقد سميت ثورة 1848 في فرنسا باسم ثورة فبراير.
ثم بدأت الثورات بالانتشار عبر أوروبا. فاندلعت في النمسا وألمانيا بدءا من المظاهرات الكبيرة في 13 مارس 1848 في فيينا. وأدى ذلك إلى استقالة الأمير فون ميترنيخ من رئاسة الوزارة إلى الإمبراطور فرديناند الأول ملك النمسا ورحل إلى منفاه في بريطانيا. وبسبب تاريخ مظاهرات فيينا فإن الثورة الألمانية عادة ماتسمى بثورة مارس (بالألمانية: Märzrevolution). وقبل بعض أمراء وملوك ألمانيا على الأقل مؤقتا -خوفا من مصير لويس فيليب ملك فرنسا- ببعض مطالب الثوار. فقد جرت تجمعات شعبية كبيرة ومظاهرات جماهيرية في الجنوب والغرب، طالبوا بحرية الصحافة وحرية التجمع وكتابة الدستور وتسليح الشعب والبرلمان.

## النمسا
كانت النمسا الدولة الألمانية المهيمنة في 1848، حيث عدت خليفة الامبراطورية الرومانية المقدسة التي حلها نابليون في 1806 ولم يذكرها مؤتمر فيينا في 1815. وهيمن المستشار النمساوي الألماني ميترنيخ على السياسة النمساوية من 1815 حتى 1848.

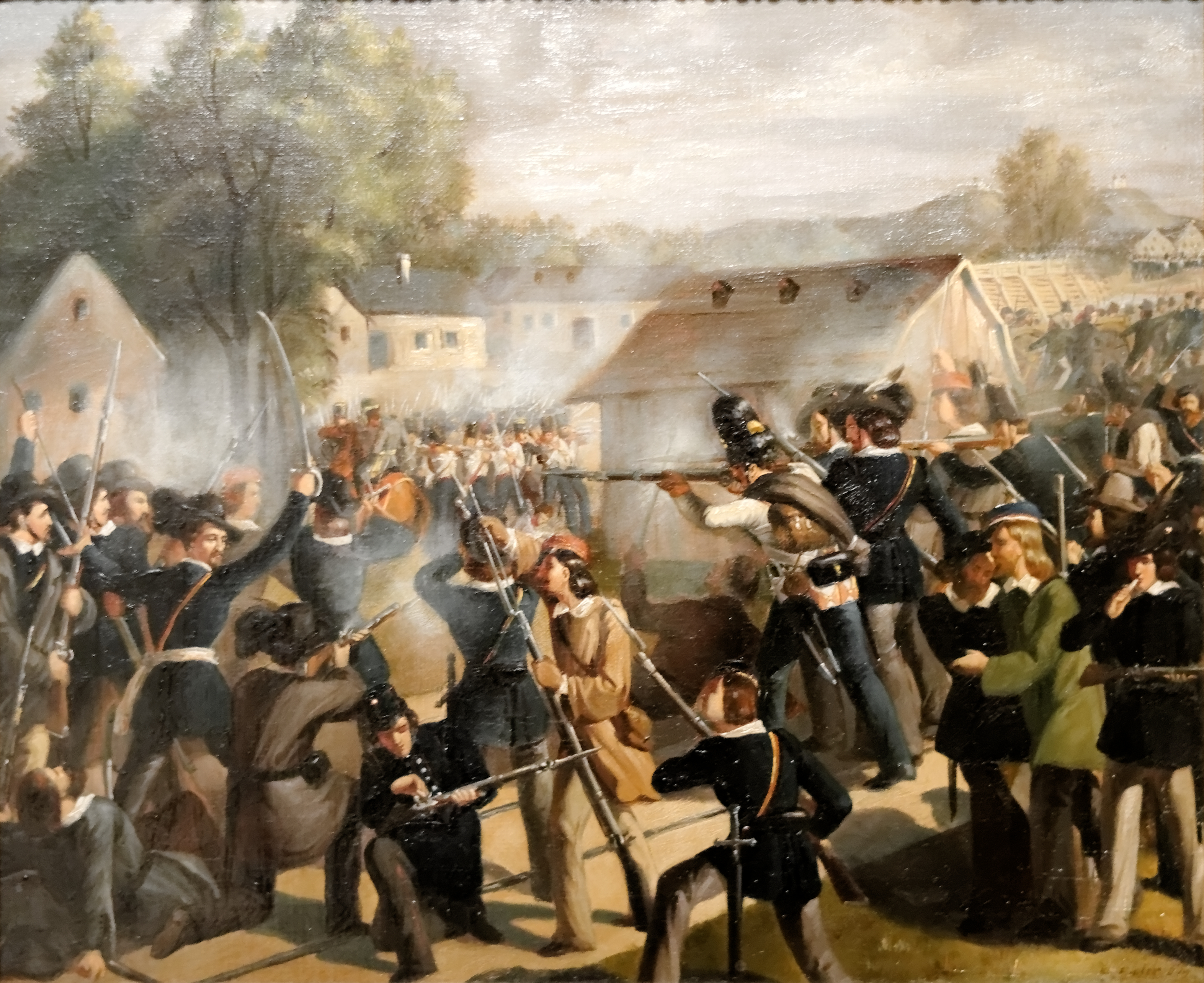
انتفاضة فيينا أكتوبر 1848

كانت البداية بقيام مظاهرة بسيطة وهامة ضد لولا مونتيز في بافاريا يوم 9 فبراير 1848، ومن بعدها وقعت أول ثورة كبيرة في الأراضي الألمانية في فيينا يوم 13 مارس 1848. حيث
نظم طلبة فيينا الجامعيون مظاهرة كبيرة في شوارع المدينة، وقامت الصحافة بتغطيتها في جميع أنحاء الدول الناطقة بالألمانية. وكان الطلبة المتظاهرون مندفعين وشجعتهم عظة الكاهن الليبرالي أنطون فوستر يوم الأحد 12 مارس 1848 في كنيسة جامعية. وطالب المتظاهرون بصياغة الدستور وانشاء برلمان تأسيسي بالاقتراع العام للذكور.
وجه الإمبراطور فرديناند ومستشاره ميترنيخ القوات لسحق المظاهرات. وعندما انتقل المتظاهرون إلى الشوارع القريبة من القصر، أطلقت القوات النار على الطلاب، مما أسفر عن مقتل عدة أشخاص. فانضمت الطبقة العاملة الجديدة في فيينا إلى المظاهرات الطلابية، وقامت بنقل المظاهرات من سلمية إلى تمرد مسلح. فطالب حاكم النمسا السفلى باستقالة ميترنيخ. ومع عدم وجود قوات دفاع مساندة لميترنيخ استجاب فرديناند على مضض وعزله. فرحل المستشار السابق إلى منفاه في لندن.
وبعدها عين فرديناند اسميا وزراء ليبراليين جدد. ووضعت الحكومة النمساوية دستورها أواخر أبريل 1848. لكن رفض الشعب ذلك حيث حرم الدستور معظمهم من حق التصويت. وعاد مواطنو فيينا إلى الشوارع في 26-27 مايو واقاموا حواجز للتحضير لجرائم الجيش. وكان فرديناند قد فر مع عائلته إلى إنسبروك حيث أمضى الأشهر القليلة التالية محاطا بالفلاحين الموالين له في تيرول. ثم أصدر بيانين في 16 مايو و3 يونيو 1848 أعطى بموجبهما تنازلات للشعب. حول نظام الدايت الإمبراطوري [الإنجليزية] إلى برلمان تأسيسي ينتخبه الشعب. أما الامتيازات الأخرى فهي أقل أهمية وتناولت بوجه عام حول إعادة توحيد ألمانيا وتنظيمها.
عاد فرديناند إلى فيينا من إنسبروك في 12 أغسطس. وعقب عودته مباشرة عاد سكان المدينة من الطبقة العاملة إلى الشوارع مرة أخرى في 21 أغسطس احتجاجا على ارتفاع معدلات البطالة ومرسوم الحكومة بتخفيض الأجور. وفي 23 أغسطس فتحت القوات النمساوية النار على المتظاهرين العزل وقتلوا العديد منهم.
ثم بعد ذلك قام الإمبراطور فرديناند وهو أيضا ملك المجر باسم فرديناند الخامس في أواخر سبتمبر 1848 بإرسال القوات النمساوية والكرواتية إلى المجر لسحق تمرد ديمقراطي هناك. ولكنها انهزمت في 29 سبتمبر أمام القوات الثورية المجرية. وبعد ذلك في يومي 6-7 أكتوبر تظاهر أهالي فيينا احتجاجا على أعمال الإمبراطور ضد الثوار في المجر، مما نتج عنه فرار الإمبراطور فرديناند الأول من فيينا في 7 أكتوبر واقام في مدينة أولوموك في مورافيا شرقي الإمبراطورية. وفي الآخر تنازل فرديناند لصالح ابن أخيه فرانز جوزيف يوم 2 ديسمبر 1848.

## بادن
كانت لدوقية بادن دستور ليبرالي منذ 1811 حتى جاء رد فعل الحكام الأرستقراطيين بإلغاء الدستور سنة 1825. وفي سنة 1830 أصبح ليوبولد بادن الدوق الأكبر للدوقية. وقد قام خلال حكمه بإصلاحات ليبرالية في القانون الدستوري والمدني والجنائي وأيضا في التعليم. وانضمت بادن إلى الاتحاد الجمركي البروسي في 1832. بعد ورود أخبار انتصارات ثورة فبراير 1848 في باريس، اندلعت الانتفاضات في جميع أنحاء أوروبا، بما في ذلك النمسا والولايات الألمانية.
كانت بادن أول ولاية ألمانية قامت فيها الاضطرابات الشعبية بالرغم من الإصلاحات الليبرالية. وهي واحدة من أكثر الولايات الألمانية ليبرالية. فبعد ورود أخبار أيام فبراير الباريسية إلى بادن ظهرت هناك عدة حالات من الفلاحين غير منتظمة تحرق قصور الأرستقراطيين المحليين وتهدد حياتهم.
واتخذت جمعية شعبوية من أهالي بادن في مانهايم قرارا يطالبون بوثيقة للحقوق بتاريخ 27 فبراير 1848. واعتمدت قرارات مماثلة لها في فورتمبيرغ وهسن-دارمشتات وناساو وغيرهم من الولايات الألمانية. وأدى الدعم الشعبي القوي المدهش لهذه الحركات إلى إجبار الحكام على إعطاء الكثير من مطالب التي سميت بمطالب مارس [الألمانية] (بالألمانية: Märzforderungen) دون أي اعتراض أو مقاومة تقريبا.
كانت ثورة مارس في فيينا الحافز لاندلاع الثورات في جميع أنحاء الولايات الألمانية. حيث كانت المطالب الشعبية هي حكومات منتخبة شعبيا وألمانيا موحدة. وقد ساعد خوف الأمراء والحكام للعديد من الولايات الألمانية على مناصبهم غلى منح الأهالي مطالبهم بالإصلاح. ووافقوا على برلمان تم إعداده في كنيسة القديس بولس في فرانكفورت من 31 مارس إلى 4 أبريل 1848، فكلفوا بصياغة دستور جديد سمي:«الحقوق والمطالب الأساسية للشعب الألماني». وكانت غالبية المندوبين في البرلمان هم ملوك دستوريين. وبسبب النزعة القومية وزيادة في وتيرة الثورة في ألمانيا دفع بالبرلمان إلى العمل بإصدار قرار يدعو إلى تشكيل مجلس وطني لكل ألمانيا. ومن قراراته أيضا: الموافقة على قانون يسمح بالاقتراع العام ونظام التصويت غير المباشر (بمرحلتين) في 8 أبريل 1848. وقد تم اختيار جمعية وطنية جديدة حيث اجتمع بتاريخ 18 مايو 809 مندوب (585 منهم منتخبين) في كنيسة القديس بولس في فرانكفورت لعقد الجمعية الوطنية.
ومع استمرار الاضطرابات التي أثارها المحرضون الجمهوريون في بادن وخوفا من المزيد من أعمال الشغب بدأت حكومة بادن بزيادة حجم جيشها والتماس المساعدة من الدول المجاورة. وسعت أيضا في قمع الثورات وذلك باعتقال زعيم الديمقراطيين في بادن جوزيف فيكلر وهو صحفي أيضا. فتسببت الاعتقالات تلك في ارتفاع وتيرة الغضب والاحتجاجات فاندلعت انتفاضة واسعة النطاق في 12 أبريل. ولكن الحكومة البافارية بمساعدة القوات البروسية قمعت القوات الثورية بقيادة فريدريش هيكر في كاندرن في 20 أبريل، مما أنهى مايعرف بانتفاضة هيكر. ولكن بعد سنة بدأ النشاط الثوري بالانتعاش في بادن في مايو 1849. وبما أن هذا ارتبط ارتباطا وثيقا بانتفاضة بالاتينات الألمانية، فقد ورد ذكرها بالتفصيل بالقسم التالي.

## بالاتينات
عندما انتعشت الاندفاعة الثورية الثانية في ربيع 1849، بدأت إلبرفيلد في راينلاند بالانتفاض في 6 مايو. فاندلعت أعمال شغب في كارلسروه، التي سرعان مابدأت بالانتشار في ولاية بادن. فتم فصل الولاية وبالاتينات (ثم جزء من مملكة بافاريا) فقط عن الراين. ولكن الانتفاضة في بادن وبالاتينات اندلعت في أجزاء كبيرة من وادي الراين في داخل حدودهما المشتركة، واعتبرت المظاهرات على نفس النمط. فأجبر الدوق الأكبر على مغادرة كارلسروه وبادن في مايو طالبا المساعدة من بروسيا. وأعلنت حكومات مؤقتة في كل من بالاتينات وبادن. وقد كانت ظروف الحكومة المؤقتة في بادن مثالية: فأيد بقوة كلا من الشعب والجيش التغيير الدستوري والإصلاح الديمقراطي في الحكومة. ودعم الجيش مطالب الدستور؛ قدمت لهم الدولة ترسانة وأموال ضخمة. ولكن تلك الحالة ليست متوفرة عند بالاتينات.
وقد احتوت بالاتينات تقليديا على مواطنين من الطبقة العليا أكثر من منطقة من مناطق ألمانيا، وهؤلاء قد قاوموا التغييرات الثورية. فلم يدعم الجيش الثورة في بالاتينات، وهو أيضا لم يكن مسلحا تسليحا جيدا. عندما استولت الحكومة المتمردة زمام الأمر في بالاتينات، لم يجدوا الولاية منظمة بالكامل ولا الخزانة ممتلئة. كانت الأسلحة في بالاتينات مقتصرة على بنادق المسكيت وبنادق الرياضية. وقد حاولت الحكومة المؤقتة إرسال وكلاء إلى فرنسا وبلجيكا لشراء الأسلحة لكنها لم تنجح. فقد حظرت فرنسا مبيعات الأسلحة إلى بادن وبالاتينات.

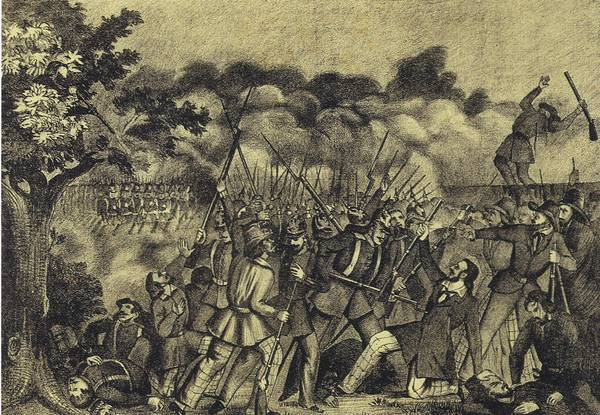
معركة كيرشهايمبولاندن 14 يونيو 1849

عد ديمقراطيو بالاتينات ومن في ألمانيا ان تمرد بادن-بالاتينات هو جزء من النضال الشامل في جميع أنحاء ألمانيا لنيل الحقوق الدستورية. فحاول أحد الضباط في جيش بادن واسمه فرانز سيجل وهو ديموقراطي مؤيد للحكومة المؤقتة، وضع خطة لحماية حركة الإصلاح في كارلسروه والبالاتينيت. وأوصى باستخدام جزء من جيش بادن للمضي قدما نحو بلدة هوهنزولرن وإعلانها جمهورية، ثم المسير نحو شتوتغارت. وبعد إثارة شتوتغارت وولاية فورتمبيرغ المحيطة بها، سيتجه الجيش نحو نورمبرغ وإنشاء معسكر في ولاية فرانكونيا. إلا أن الجيش فشل في التعامل مع مدينة فرانكفورت المستقلة موطن برلمان فرانكفورت لأجل خلق التصور الألماني الكامل لحملة دستور ألمانيا العسكري.
والرغم من خطة سيجل إلا أن الحكومة المتمردة الجديدة لم تقم بالهجوم. فوقعت انتفاضة كارلسروه وولاية بادن في يد الجيش البافاري الذي قمعها. ففر قادة المعارضة إلى سويسرا ومنها إلى منفاهم في باريس. وقد كان لفريدريك إنجلز حضور في انتفاضة بادن وبلاتين. فسافر من كولونيا يوم 10 مايو 1848 ومعه كارل ماركس ليراقبوا الأحداث في الولاية عن كثب. ثم أصبحوا محررين في إحدى الصحف المحلية، والتي لم تكتمل من عمرها العام أي في 19 مايو 1849 حتى أغلقتها السلطات البروسية بحجة أنها تتلقى الدعم من الإصلاحيين الدستوريين.
أراد ماركس وإنجلز في أواخر عام 1848 لقاء كارل ديستر العضو في الحكومة المؤقتة في بادن وبالاتينات. وهو طبيب ديموقراطي واشتراكي وعضو في فرع المجتمع الكولونيا في الرابطة الشيوعية. وقد تم انتخاب ديستر نائبا للمجلس الوطني البروسي سنة 1848. وانتخب أيضا في اللجنة المركزية للديمقراطيين الألمان في المؤتمر الديمقراطي الثاني الذي عقد في برلين من 26-30 أكتوبر 1848. وبسبب التزاماته تجاه الحكومة المؤقتة لم يتمكن ديستر من حضور اجتماع هام في باريس نيابة عن اللجنة المركزية الألمانية. وأراد أن يعطي ماركس التفويض لحضور الاجتماع بدلا عنه. التقى ماركس وإنجلز مع ديستر في بلدة كايسرسلاوترن حيث أعطاه التفويض فتوجه إلى باريس.
أما إنجلز فظل في بالاتينات حيث انضم إلى الثوار على حواجز إلبرفيلد - راينلاند في 1849، حيث كانوا يستعدون لمحاربة القوات البروسية القادمة لإجهاض الانتفاضة. وفي طريقه إلى إلبرفيلد أخذ إنجلز معه صندوقين من خراطيش البنادق جمعها عمال سولينغن الألمانية عندما قاموا باقتحام مخازن السلاح في غرافرات. وانضم أثناء وجوده هناك في 13 يونيو 1849 إلى فيلق مكون من 800 فرد من العمال الذين شكلهم ضابط عسكري بروسى سابق يدعى أوغست ويليش. وهو أيضا عضوا في الرابطة الشيوعية ومؤيد للتغيير الثوري في ألمانيا. تشكيل فيليش حديث مقارنة مع التشكيلات الثورية الأخرى لتكوين جيش قوامه حوالي 30,000 في مجابهة القوات البروسية المدربة تدريبا عاليا. قاتل إنجلز مع فيلق ويليش في جميع حملاته في بالاتينات، إلا القوات البروسية تمكنت من سحق الانتفاضة بالكامل في أغسطس 1849. فهرب إنجلز ومعه آخرون إلى كايسرسلاوترن.
تمكن الناجون من فيلق ويليش من عبور الحدود إلى سويسرا. ووصل إنجلز إلى سويسرا بتاريخ 25 يوليو 1849، فأرسل إلى ماركس وأصدقائه ورفاقه في لندن يخبرهم بوصوله سالما. وبدأ في سويسرا بكتابة مذكراته عن تجربته مع الثورة.، حيث نشر مقالة بعنوان «حملة الدستور الإمبراطوري الألماني». نظرا لسهولة تمكن الجيش البروسي من سحق الانتفاضة، اعتقدت عدة ولايات في جنوب ألمانيا بأن بروسيا ستكون القوة المهيمنة الجديدة في المنطقة وليست النمسا. قمع الانتفاضة بادن وبالاتينات كانت نهاية الانتفاضات الثورية الألمانية التي بدأت في ربيع 1848.

## بروسيا

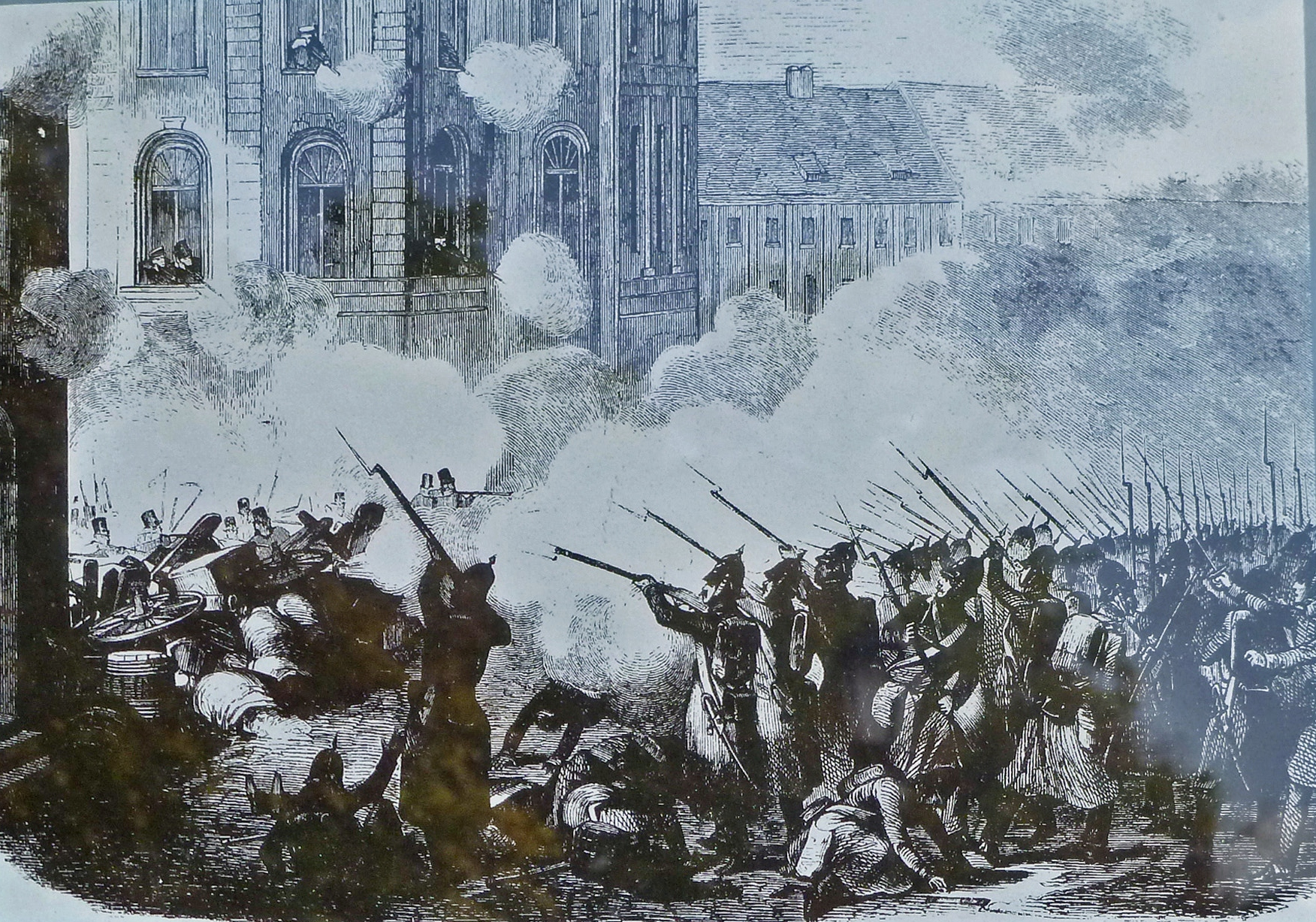
الحواجز في ميدان ألكسندر في برلين

في مارس 1848 تجمع حشد من الناس في برلين لتقديم مطالبهم في «خطاب للملك» فريدرش فيلهلم الرابع الذي اتخذ مفاجأة فوعد المتظاهرين شفهيا بإعطاء جميع مطالبهم، بما فيها الانتخابات البرلمانية والدستور وحرية الصحافة. ووعد بأن «بروسيا ستندمج فورا مع ألمانيا». وفي 13 مارس هاجم الجيش أشخاصا كانوا عائدين من اجتماع داخل برلين فقتلوا واحدا وجرحوا العديد. مما أسفر عن خروج مظاهرة ضخمة في 18 مارس؛ فأطلق عليهم الجنود النار فأصيب شخصان، فخشي الناس من استخدام الجنود البالغ عددهم 20 ألفا النار ضدهم. فأقاموا حواجز وبدأ القتال وبعد 12 ساعة من المعركة بدأ الجنود بالتراجع، وقتل جراء تلك المعركة المئات. وقد حاول الملك فريدرش فيلهلم بعد ذلك طمأنة الشعب بأنه سيشرع في إعادة تنظيم الحكومة. كما وافق على تسليح المواطنين. فنزل يوم 21 مارس إلى شوارع برلين لحضور جنازة جماعية في مقبرة فريدريشاين لضحايا الانتفاضة المدنيين. وارتدى هو وزرائه وجنرالاته الالوان الثورية الثلاثة وهي الأسود والأحمر والذهبي. وقد حمل 254 شخصا قتلوا خلال أعمال الشغب على نعوش في ميدان جندرمن ماركت. ورافقهم نحو 40,000 شخص إلى مكان الدفن في فريدريشاين.

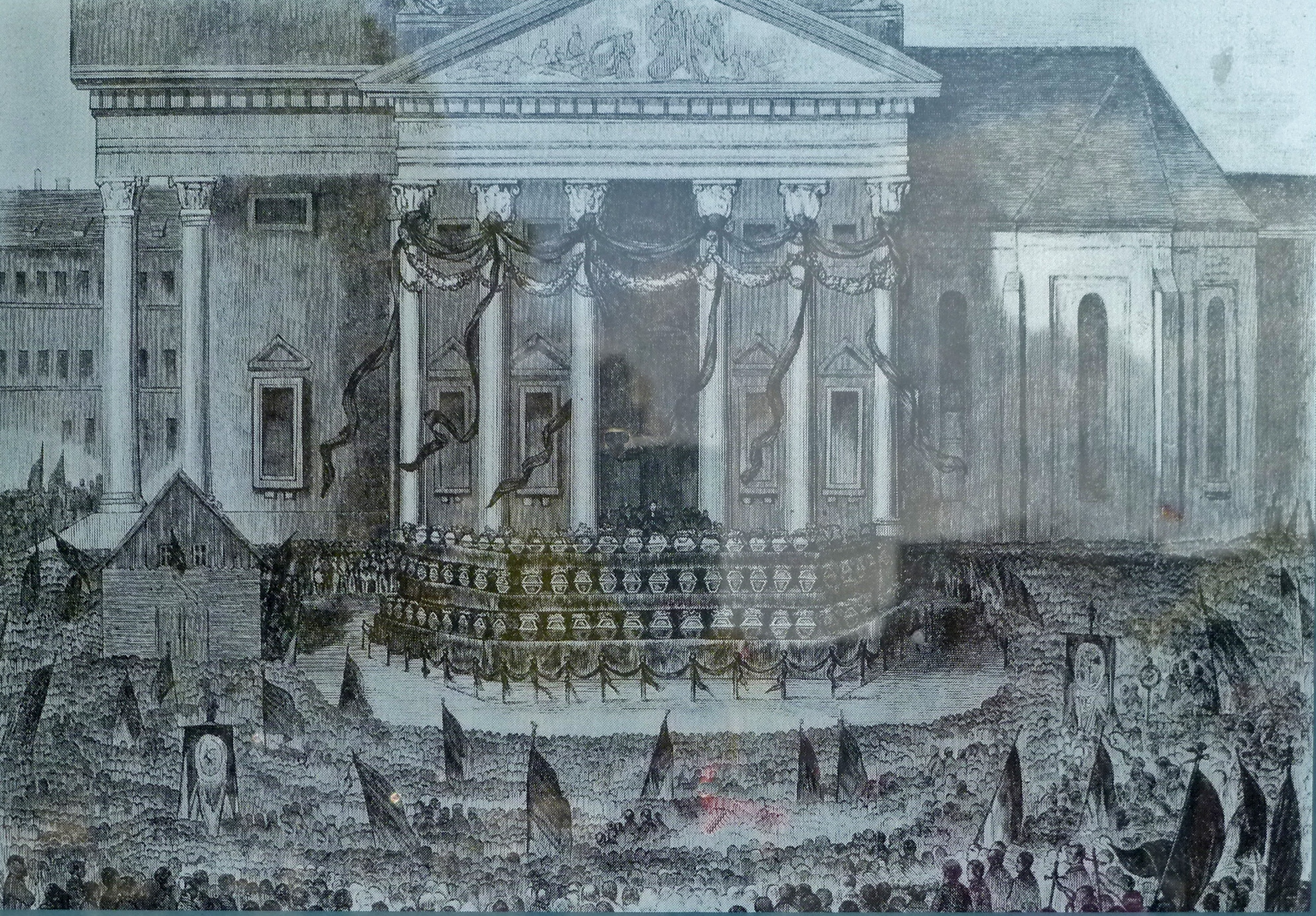
نعوش قتلى المظاهرات في ميدان جندرمن ماركت برلين

تم انتخاب الجمعية الوطنية التأسيسية واجتمع الأعضاء في كنيسة القديس بولس في فرانكفورت يوم 18 مايو 1848. وضمت تلك الجمعية الوطنية نوابا من مختلف الولايات الألمانية انتخبوا ديمقراطيا مابين أواخر أبريل وأوائل مايو. ويتكون النواب من 122 مسؤولا حكوميا و95 قاضيا و81 محاميا و103 معلما و17 صاحب مصنع وتاجر جملة و15 طبيبا و40 مالك أراض. وكانت غالبية أعضاء الجمعية من الليبراليين. واشتهر البرلمان باسم «برلمان البروفيسورات» لأن العديد من أعضائه هم أكاديميين بالإضافة إلى مسؤوليات الأخرى. أما عضو الطبقة العاملة فهو بولندي.
وبدأ برلمان فرانكفورت منذ 18 مايو 1848 على إيجاد سبل لتوحيد الولايات الألمانية المختلفة وكتابة الدستور. إلا أنه لم يتمكن من إصدار أي قرار، مما أجبر على حله بعد نقاشات برلمانية لا نهاية لها. وفي 22 مايو 1848 انعقد أول برلمان منتخب لأول مرة في برلين. حيث تمت الانتخابات بموجب قانون 8 أبريل 1848، الذي يسمح بالاقتراع العام ونظام التصويت على مرحلتين. وكان معظم النواب المنتخبين في برلمان برلين الذي سمي «بالجمعية الوطنية البروسية» هم من أهالي المدينة أو البيروقراطية الليبرالية. وكانت مهمتهم محددة وهي كتابة الدستور «بالاتفاق مع التاج». وكان ملك بروسيا فريدرش فيلهلم الرابع قد فرض دستورا ملكيا من جانب واحد لتقويض القوى الديمقراطية ودخل هذا الدستور حيز التنفيذ في 5 ديسمبر 1848. وفي نفس اليوم تم حل البرلمان واستبدل مكانه برلمان تشريعي من مجلسين خارج من رحم الدستور الملكي. وكانت تلك الهيئة التشريعية تتألف من مجلس اللوردات (بالألمانية: Herrenhaus) ومجلس النواب (بالألمانية: Landtag). انتخب أوتو فون بسمارك لعضوية أول مجلس لاندتاغ منتخب بموجب الدستور الملكي الجديد.

## ساكسونيا

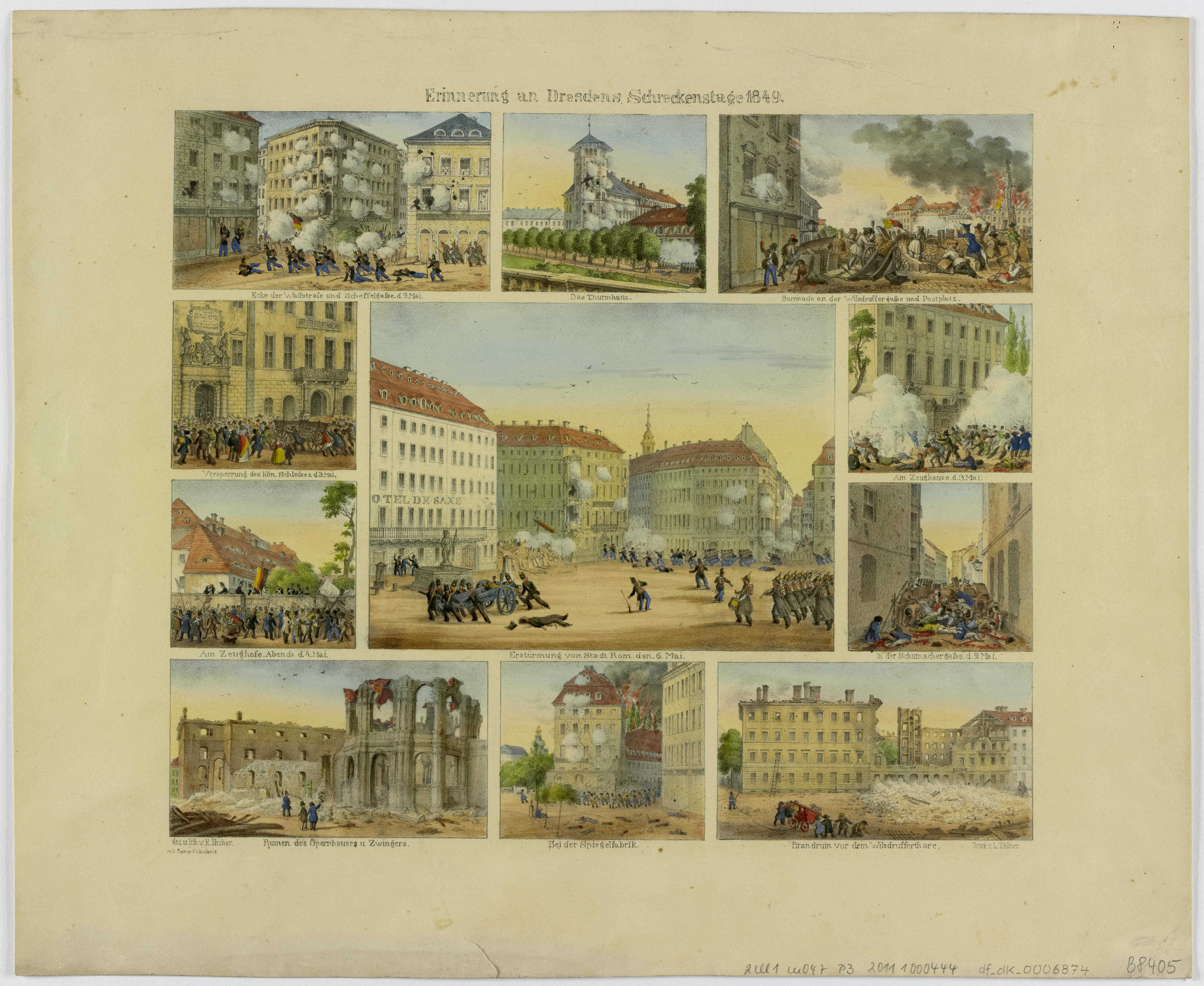
انتفاضة مايو في درسدن

في درسدن عاصمة مملكة ساكسونيا أتخذ الناس الشوارع مسرحا لمظاهراتهم مطالبين فريدريك أوغسطس الثاني ملك ساكسونيا البدء في الإصلاح الدستوري والانتخابي والعدالة الاجتماعية.
شارك الملحن الألماني الشهير ريتشارد فاغنر بحماس في ثورة درسدن مساندا للحركة الديمقراطية الجمهورية. ودعم أيضا الحكومة المؤقتة خلال انتفاضة مايو في دريسدن من 3-9 مايو 1849. كما ساهم في تلك الانتفاضة الثوري الروسي ميخائيل باكونين وزعيم الطبقة العاملة الألماني ستيفن بورن. قام في المجمل حوالي 2500 مقاتل بحراسة الحواجز خلال انتفاضة مايو. وبعد فشل الانتفاضة في 9 مايو 1849 غادر فاجنر درسدن مع قادة الثورة إلى سويسرا لتجنب الاعتقال. ثم قضى عدة سنوات في المنفى متنقلا مابين سويسرا وإيطاليا وباريس. وأخيرا عاد إلى ألمانيا بعدما رفعت الحكومة الحظر عليه.
ومنذ أحداث ثورة 1830 أضحى الحكم في ساكسونيا ملكية دستورية مع مجلس تشريعي من مجلسين ووزارة مسؤولة وذات صلاحية. استمر هذا الدستور بأنه أساس الحكومة الساكسونية حتى سنة 1918. وقد جلبت ثورة 1848 إصلاحات أكثر شعبية في حكومة ساكسونيا.
وبعد فشل ثورة 1849 هاجر العديد من سكان ساكسون إلى الولايات المتحدة، حيث سكنوا في غالفستون في تكساس وأنشئوا مايعرف باسم مجتمع تكساس الألماني في منتصف القرن 19، وقد عاش بعضهم في المدن ولكن غالبيتهم كونوا مزارع كبيرة في تكساس.

## راينلاند أو رينش البروسية
لراينلاند تاريخا مشتركا مع رينيش هيس [الإنجليزية] لوكسمبورج وبالاتينات بسبب كونها تحت سيطرة نابليون فرنسا في سنة 1795. فقد حطمت جيوش نابليون جيوش الإمبراطورية الرومانية المقدسة. ووضع خلال حكمه تدابير اجتماعية وإدارية وتشريعية اتخذها ليفكك القاعدة الإقطاعية التي مارسها رجال الدين والنبلاء في المنطقة. فالزراعة في راينلاند ليست الأفضل بسبب تربتها، إلا أن التحريج فيها يعد صناعة قوية تقليدية. وقد قضى النقص النسبي في الزراعة على الهيكل الإقطاعي أواخر القرن 18، كان أكثر من 90٪ من سكان راينلاند في بداية القرن 19 يعملون في الزراعة (بما في ذلك أعمال التشجير)، ولكن بحلول 1933 أصبح الذين يعملون في الزراعة 12٪ فقط. وكذلك ساهمت صناعة قطع الأشجار القوية في زيادة الصناعة والإنتاج في منطقة راينلاند. حيث مصادر الفحم القريبة الموجودة في مقاطعة مارك [الإنجليزية] والوصول إلى بحر الشمال يتم بسهولة عبر نهر الراين. مما جعل الضفة الغربية للراين في راينلاند منطقة صناعية رائدة في ألمانيا في القرن 19. فأضحت مدن آخن وكولونيا ودوسلدورف صناعية ضخمة بحلول عام 1848، وبتنوع في الصناعات المماثلة.
وبحلول سنة 1848 تطورت الطبقة العاملة الصناعية الكبيرة وهي البروليتاريا، وبفضل نابليون الفرنسي ارتفع مستوى التعليم نسبيا ولها نشاط سياسي. بينما في ولايات ألمانية أخرى، قادت البرجوازية الصغيرة الليبرالية ثورات 1848، ففي راينلاند كانت البروليتاريا أكدت علنا أن مصالحها هي ضد البرجوازية منذ بداية 1840.
وفي سنة 1848 سيطرت بروسيا على راينلاند باعتبارها جزء من «بروسيا الغربية»، باعتبارها أول أراضي اكتسبتها في هذه المنطقة منذ 1614. وكما ذكر سابقا فقد تم دمج راينلاند غربي الراين غلى فرنسا وفككت الهياكل الإقطاعية خلال عهد نابليون، ولكن بعد هزيمته سنة 1814 استردت بروسيا الضفة الغربية من راينلاند فتعاملت حكومتها مع الأهالي بأنهم تابعين وشعوب غريبة، وبدأت في إعادة الهياكل الإقطاعية المنبوذة. فاصطبغ الدافع الثوري في راينلاند في 1848 بشعور قوي ضد بروسيا. واهتم أهالي راينلاند بحرص شديد بإعلان الملك فريدرش فيلهلم الرابع يوم 18 مارس 1848 في برلين أنه سيتم تشكيل برلمان دايت موحد وأن سينشئ إصلاحات ديمقراطية أخرى. وكانت انتخابات الدايت غير مباشرة، وأجريت على أساس الاقتراع العام للذكور. وما زال أهالي راينلاند يأملون في تحقيق هذا التقدم إلا أنهم يشاركوا في الجولة الأولى من الانتفاضات التي وقعت في أجزاء عدة في ألمانيا.
أخطأت حكومة بروسيا هذا الهدوء في راينلاند باعتباره ولاءا للحكومة البروسية الاستبدادية. فعندما بدأت الحكومة البروسية في تقديم مساعدتها العسكرية إلى دول أخرى لقمع الثورات في أراضيها ومدنها، مثل درسدن وبالاتينات وبادن ورتمبرغ وفرانكونيا وغيرها. اكتشفوا أنهم بحاجة إلى قوات إضافية في هذا الصدد. فاعتبروا ولاء راينلاند من المسلم به، فدعت في ربيع 1849 أعداد ضخمة من احتياطي الجيش -لاندوهر- في وستفاليا وراينلاند. وقد عارضوا هذا الإجراء: فأمر استدعاء لاندوهر أثر على جميع الذكور الذين تقل أعمارهم عن 40 عاما، وكان من المفترض أن يتم ذلك فقط في وقت الحرب وليس في زمن السلم، فاعتبر الأمر غير قانوني. وحل الملك البروسي الغرفة الثانية في برلمان الدايت لأنه في 27 مارس 1849 أصدر دستورا غير مرغوب. فانتفض جميع أهالي راينلاند بما فيهم البرجوازيتين الصغرى والكبرى والبروليتاريا لحماية الاصلاحات السياسية التي اعتقدوا أنها ضاعت منهم.
اندلعت الانتفاضات في 9 مايو 1849 في البلدات الراينية في إلبرفيلد ودوسلدورف وإزرلون وسولينغن. فقمعت انتفاضة دوسلدورف في اليوم التالي في 10 مايو. أما في بلدة إلبرفيلد فقد أظهرت الانتفاضة قوة ومثابرة، حيث انتشر 15 ألف عامل في الشوارع وأقاموا متاريس. واجهوا قوات بروسية أرسلت لقمع ثورتهم وجمع حصص المجندين لاندوهور. وفي النهاية لم تتمكن تلك القوات من جمع أكثر من 40 مجندا فقط في إلبرفيلد. وقد شكلت لجنة للسلامة العامة في البلدة لتنظيم أمور المواطنين خلال الثورة. لم يتمكن أعضاء لجنة السلامة العامة من الاتفاق على خطة مشتركة، ناهيك عن عدم سيطرتهم على الجماعات المشاركة في الانتفاضة. أما الطبقات العاملة فهي راغبة في تحقيق أهدافها بعزم واحد. فانتظمت قوات الأهالي العسكرية (قوات شبه عسكرية) دعما للانتفاضة. وفي 17-18 مايو 1849 اقتحمت مجموعة من العمال والديمقراطيين من ترير والبلدات المجاورة مخازن السلاح في بروم للحصول على أسلحة للمتمردين. واقتحم عمال من سولينغن مخازن السلاح في غرافراث وحصلوا على أسلحة وذخيرة للمتمردين. وقد نشط فريدريك انجلز في انتفاضة إلبرفيلد من 11 مايو 1849 حتى نهاية الثورة. وقد كان في سولينغن في 10 مايو 1849 وحصل في طريقه نحو إلبرفيلد على صندوقين من الذخيرة من مخازن غرافراث وحملهما إلى إلبرفيلد.
بدأت البورجوازية الكبرى تخيف الطبقات العاملة المسلحة المنتشرة إلى الشوارع. وبدأوا ينأنون أنفسهم عن حركة الإصلاح الدستوري ولجنة السلامة العامة ووصفوا القادة بالإرهابيين المتعطشين للدماء. وبدأ تذبذب قادة اللجنة وترددهم ومعظمهم من البرجوازية الصغرى. وبدلا من العمل على تنظيم وتوجيه مختلف فصائل المحتجة، بدأوا بالتراجع عن الحركة الثورية، خصوصا ناحية تدمير الممتلكات. وحاولت لجنة السلامة العامة تهدئة الحركة الاصلاحية وقمع المظاهرات.

## بافاريا
في بافاريا فقد ملكها لودفيغ الأول مكانته بسبب علاقته المفضوحة مع عشيقته لولا مونتيز وهي راقصة وممثلة لم تتقبلها الكنيسة ولا الطبقة الأرستقراطية. حاولت إطلاق إصلاحات ليبرالية من خلال رئيس الوزراء البروتستانتي الذي أغضب المحافظين الكاثوليك في الولاية، فخرجوا في 9 فبراير 1848 محتجين إلى الشوارع. وكانت تلك المظاهرات هي الأولى في تلك السنة الثورية. إلا أنها استثنت من موجة الاحتجاجات الليبرالية، حيث كانت مطالب المحافظون التخلص من لولا مونتيز ولم تكن لديهم أي أجندة سياسية أخرى. إلا أن الطلبة الليبراليين استغلوا تلك القضية للتأكيد على مطالبهم بالتغيير السياسي. فبدؤا بالتظاهر في جميع أنحاء بافاريا مطالبين بالإصلاح الدستوري، تماما كما فعل غيرهم من الطلبة في المدن الأخرى.
حاول لودفيغ إجراء بعض الإصلاحات الطفيفة ولكن ثبت أنها غير كافية لقمع عاصفة الاحتجاجات. وفي 16 مارس تخلى عن الحكم لصالح ابنه الأكبر ماكسيميليان الثاني. حيث اشتكى قائلا:«أنني لم أستطع الحكم لفترة أطول ولم أكن أريد التخلي عن سلطاتي. ولكن لاأريد أن أصبح عبدا فأصبحت السيد». وكان لودفيغ الحاكم الألماني الوحيد الذي تنازل بنفسه في ثورات 1848. وقد استعادت الحكومة السيطرة الكاملة بالرغم من إدخالها بعض الإصلاحات الشعبية.

## بولندا الكبرى
لاتعد بولندا الكبرى عمليا دولة ألمانية، فإن الأراضي المقابلة تقريبا لدوقية بوزنانيا الكبرى كانت تحت السيطرة البروسية منذ التقسيم الأول والثاني لبولندا أواخر القرن 18. وتعرف انتفاضة بولندا الكبرى في 1848 باسم انتفاضة بوزنان (بالألمانية: Posen)، وكانت تمرد عسكري فاشل من القوات البولندية بقيادة لودويك ميروساوسكي ضد القوات البروسية. بدأت في 20 مارس 1848 وأسفرت عن ضم بروسيا للمنطقة البولندية الكبرى باسم مقاطعة بوزن.

## برلمان فرانكفورت الوطني

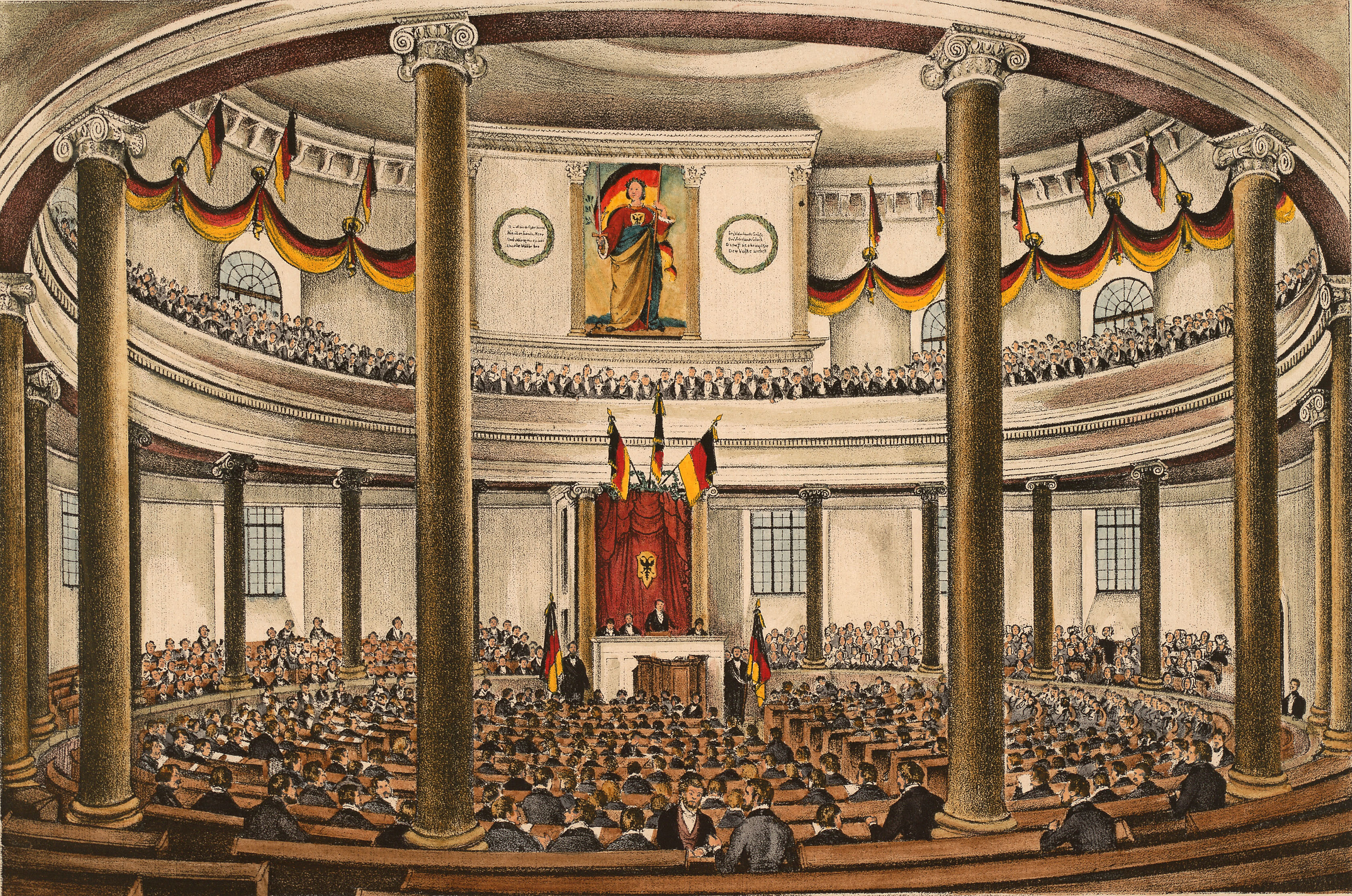
اجتماع الجمعية الوطنية في كنيسة القديس بولس

اجتمع بعض الليبراليين الألمان في هايدلبرغ في ولاية بادن (جنوب غرب ألمانيا) في 6 مارس 1848 لوضع خطة لانتخاب الجمعية الوطنية الألمانية. فاجتمع هذا النموذج البرلماني في 31 مارس في كنيسة سانت بول فرانكفورت. ودعا أعضاءها إلى إجراء انتخابات حرة لبرلمان جميع الألمان - ووافقت الولايات الألمانية على ذلك. وأخيرا افتتح البرلمان الوطني جلسته في كنيسة القديس بولس في 18 مايو 1848. ومن بين 586 مندوبا من أول برلمان ألماني منتخب بحرية عدد كبير منهم أساتذة (94) والمعلمين (30) أو الذين حصلوا على تعليم جامعي (233)، وكان يطلق عليه اسم «برلمان البروفيسورات» ("Professorenparlament"). وكان هناك عدد قليل من السياسيين العمليين.
بدأ البرلمان برئاسة السياسي الليبرالي هاينريش فون غاغرن في خطته الطموحة لإنشاء دستور حديث عد الأساس لألمانيا الموحدة. ومنذ البداية كانت المشاكل الرئيسية هي مشاكل الإقليمية، ودعم المشاكل المحلية حول قضية عموم ألمانيا، والنزاعات النمساوية البروسية. وقد تم اختيار الأرشيدوق يوحنا النمساوي رئيسا مؤقتا للدولة ("Reichsverweser" أي الوصي الإمبراطوري). كانت هذه محاولة لخلق سلطة تنفيذية مؤقتة، لكنها لم تحصل أكثر من ذلك بسبب أن معظم الدول لم تتمكن في الاعتراف الكامل للحكومة الجديدة. ثم فقد البرلمان الوطني هيبته في نظر الجمهور الألماني عندما قامت بروسيا بنواياها السياسية الخاصة في قضية شلسفيغ هولشتاين دون موافقة مسبقة من البرلمان. وازدادت الأمور سوءا عندما قامت النمسا بقمع انتفاضة شعبية في فيينا بالقوة العسكرية.

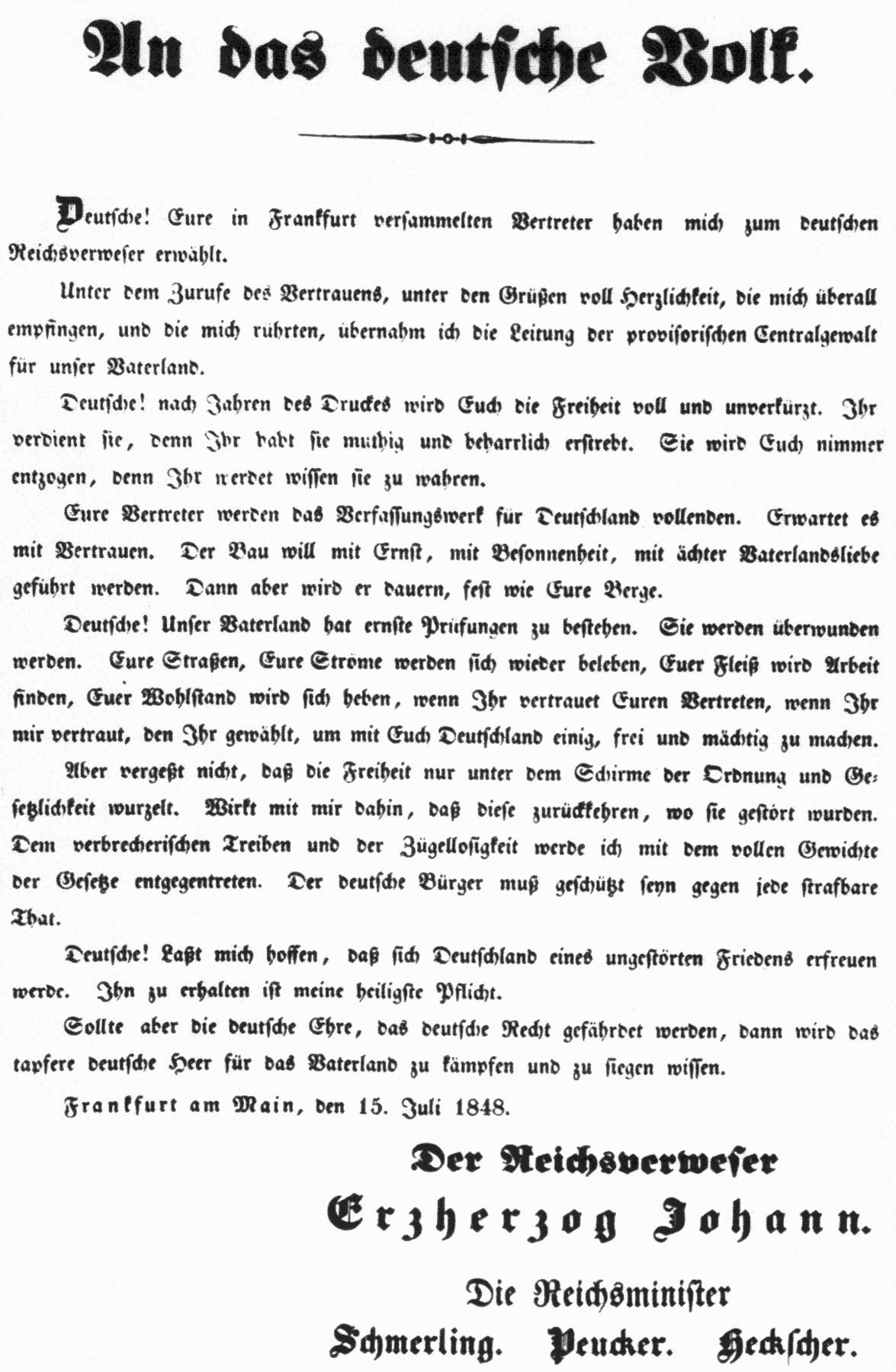
إعلان الأرشيدوق يوحنا إلى الشعب الألماني عن تعيينه مديرا تنفيذي للعرش

ومع ذلك، بدأت مناقشات بشأن دستور المستقبل لألمانيا. وكانت المسائل الرئيسية التي تعين البت فيها هي:
- إذا كانت ألمانيا الجديدة الموحدة تشمل مناطق ناطقة بالألمانية في النمسا، لذا يجب فصل تلك الأراضي دستوريا عن المناطق الأخرى من إمبراطورية هابسبورغ («ألمانيا الكبرى» (Großdeutschland)، أو يجب أن تستبعد النمسا وتكون القيادة في بروسيا («ألمانيا الصغرى» (Kleindeutschland)؟ وأخيرا تمت تسوية تلك المسألة عندما قدم رئيس الوزراء النمسا دستور موحد للإمبراطورية النمساوية بأكملها، وبالتالي كان على المندوبين التخلي عن آمالهم في «ألمانيا الكبرى».
- هل يجب أن تصبح ألمانيا ملكية وراثية أم ملكية منتخبة أم جمهورية؟
- هل ينبغي أن يكون الاتحاد لدول مستقلة نسبيا أم يجب أن يكون لديها حكومة مركزية قوية؟

ثم بدأت الأحداث تتجاوز تلك المناقشات. وأرسل الجناح اليساري زميلهم العضو روبرت بلوم إلى فيينا في مهمة لتقصى الحقائق لمعرفة كيف تتراجع الحكومة النمساوية عن الانجازات الليبرالية بالقوة العسكرية. شارك بلوم في قتال الشوارع، وتم إلقاء القبض عليه وإعدامه في 9 نوفمبر، على الرغم من ادعائه الحصانة من الملاحقة القضائية لأنه عضو في البرلمان الوطني.
على الرغم من تراجع انجازات ثورة مارس في العديد من الولايات الألمانية، إلا أن المناقشات استمرت في فرانكفورت مع ازدياد فقدان الإتصال بالمجتمع.
أعلنت «الحقوق الأساسية للشعب الألماني» في ديسمبر 1848 أن جميع المواطنين لهم حقوقا متساوية أمام القانون. وأخيرا تم اقرار مسودة دستور فرانكفورت (Paulskirchenverfassung) في 28 مارس 1849. وأصبح نظام الحكم في ألمانيا الجديدة هي ملكية دستورية، وأضحى مكتب رأس الدولة («إمبراطور الألمان») وراثي استلمه ملك بروسيا. وحظي هذا الاقتراح الأخير بأغلبية 290 صوتا مؤيدا وامتناع 248 عضوا عن التصويت. واعترف بالدستور 29 ولاية ألمانية ولكن لم يحظ بالاعتراف من النمسا ولا بروسيا ولا بافاريا ولا هانوفر ولا ساكسونيا أيضا.

## رد فعل بروسيا العنيف
تمكن الإستقراطيون البروس ومن ضمنهم أوتو فون بسمارك ومعهم الجنرالات من استعادة السلطة في برلين في نهاية 1848. فهم لم يهزموا أمام الثوار هزيمة تامة خلال أحداث مارس ولكنهم تراجعوا مؤقتا. وقاد الجنرال فون رانجيل القوات التي استعادت برلين لصالح القوة التقليدية العميقة، وانضم ملك بروسيا فريدرش فيلهلم الرابع على الفور إلى تلك القوة العميقة. ثم حل في نوفمبر البرلمان البروسي الجديد ووضع دستوره الخاص الذي كان يقوم على عمل الجمعية مع الاحتفاظ بالسلطة النهائية له. وفي السنوات التالية جاء مع الدستور مجلس شيوخ (Herrenhaus) ومجلس النواب (Landtag) الذي اختير بالاقتراع العام ولكن تحت نظام التصويت من ثلاثة مستويات: كان التمثيل متناسبا مع الضرائب المدفوعة، بحيث أن أكثر من 80٪ من الناخبين لا يسيطرون إلا على ثلث المقاعد فقط.
في 2 أبريل 1849 التقى وفد من الجمعية الوطنية مع الملك فريدرش فيلهلم الرابع في برلين وقدم له تاج الإمبراطورية في ظل الدستور الجديد. وقال فريدريك وليام للوفد انه يشعر بالفخر وأنه لا يمكن ان يقبل التاج إلا بموافقة نظرائه من ملوك الولايات والمدن الحرة الأخرى. ولكنه بعدها بفترة كتب رسالة إلى أحد أقاربه في إنجلترا ذكر فيها أنه شعر بالإهانة العميقة عندما قدموا له تاج من مزراب موصوم من نتن الثورة وتلوث بالأوساخ والطين."
سحبت النمسا وبروسيا مندوبيهما من الجمعية الوطنية، التي لم تكن أكثر من مجرد ناد للنقاش. واضطر الاعضاء الراديكاليون إلى التوجه إلى شتوتغارت حيث بقوا في الفترة من 6 إلى 18 يونيو جاعلين أنفسهم برلمانا متجولا إلى ان فرقتهم قوات فورتمبيرغ. قامت الانتفاضات المسلحة دعما للدستور وخاصة في ساكسونيا والبلاتينات وبادن إلا أنها كانت قصيرة الأجل، حيث سحقتها بسرعة الجيوش المحلية وبمساعدة القوات البروسية. وتم إعدام القادة والمشاركين الذين تمكنوا من القبض عليهم أو حكم عليهم بالسجن لفترات طويلة.
ارتدت إنجازات ثوار مارس 1848 عكسيا في جميع الولايات الألمانية. بحيث ماإن حلت سنة 1851 حتى تم إلغاء الحقوق الأساسية في كل مكان تقريبا. وبالنهاية فإن الثورة خفتت بسبب الانقسامات بين مختلف الفصائل في فرانكفورت، والحذر من الليبراليين، وأيضا فشل اليسار في أن يحشد الدعم الشعبي مما سهل للقوى الملكية التفوق الساحق. وقد هاجر العديد من الوطنيين الألمان المحبطين إلى الولايات المتحدة ومن أبرزهم كارل شورتز وفرانز سيجل وفريدريش هيكر. واشتهر هؤلاء هؤلاء المهاجرين في الولايات المتحدة باسم مجموعة ثمان وأربعين نسبة إلى سنة الثورة.

## فشل الثورة
كانت ثورة 1848 هي أول محاولة لتوحيد الدول الناطقة بالألمانية إلا أنها لم تتمكن من الإستمرار بسبب أن برلمان فرانكفورت أظهر مصالح عديدة ومختلفة للطبقات الحاكمة الألمانية. ولم يتمكن أعضائها من تشكيل تحالفات واعطاء أهداف محددة. وبدأ الصراع الأول على ماهية أهداف الجمعية. فقد أراد الليبراليون المعتدلون صياغة دستور لعرضه على الملوك والأمراء، في حين أرادت المجموعة الأصغر من الأعضاء الراديكاليين أن تعلن الجمعية نفسها بأنها برلمان يمنح القانون. لم يتمكنوا من الإتفاق على ذلك الجزء الأساسي، وأيضا لم يتخذوا أي إجراء نهائي نحو التوحيد أو إدخال قواعد ديمقراطية. وسقط البرلمان في سلسلة طويلة من النقاشات. فلو نظرنا إلى الثورة الفرنسية نراها استندت إلى دولة قومية قائمة، في حين واجهت القوى الديمقراطية والليبرالية الألمانية في 1848 الحاجة إلى بناء دولة قومية ودستورية معا مما أدى إلى تجاوز تلك الثورة.
عندما افتتح برلمان فرانكفورت في 18 مايو 1848، انتخب النواب هاينريش فون غاغرن أول رئيس للجمعية. كان لديه دعم قوي من حزب الاتحاد اليميني الوسط وبعض التأثير مع المعتدلين اليسار، بحيث انه يمكن السيطرة على تقريبا 250 نائب من نواب برلمان فرانكفورت. أيد غاغرن بقوة توحيد الولايات الألمانية. غير أنه أصر على أن الجمعية بحاجة إلى الاتفاق مع الملوك الذين كانوا رجعيين للغاية. وبالإضافة إلى ذلك كانت مملكة بروسيا هي القوة العسكرية الوحيدة اللازمة لتحقيق هذا التوحيد. والكثير من نواب البرلمان بما في ذلك غاغرن لا يثقون في نوايا الدولة البروسية وحكومتها المطلقة. وادعى الليبراليون المعتدلون -خوفا من فقدان مواقعهم كخدم للملوك- أن المفاوضات وحدها ستؤدي إلى تقدم سياسي. إلا أن الجيش البروسى تجاهل مطالب الاصلاحات وطارد التجمع المتجول (برلمان فراكفورت) في المدينة في 1849.
ولم يكن لدى برلمان فرانكفورت أية سلطة لإصدار الضرائب حيث اعتمد بالكامل على حسن نوايا الملوك. وبما أن العديد من أعضاء البرلمان يشغلون مناصب إقليمية مؤثرة، لذا فإن امتناعهم في المطالبة بإصلاحات جذرية أو إزعاج أصحاب عملهم يعني أنهم لن يتمكنوا من جمع الأموال للقوات المسلحة، ولا إنفاذ القوانين التي قد يمررونها. وقد فقد المئات من النواب المتطرفين اهتمامهم بعدما كانوا يعتقدون أن انتفاضة مسلحة هي حاجة ضرورية، وتركوا البرلمان في محاولة لدفع القوات العسكرية من المستوى المحلي لإحداث ثورة «حقيقية». ولكن بدون البيروقراطية لن يتمكنوا من جمع أي أموال.
وأبدى أعضاء الجمعية العامة حافزا كبيرا للإصلاح، ولكن الفوارق بينهم أصبحت واضحة مما أعاق التقدم؛ على سبيل المثال: دعاة («ألمانيا الكبرى» (Großdeutschland) ضد دعاة («ألمانيا الصغرى» (Kleindeutschland)، والكاثوليك ضد البروتستانت، وأنصار النمسا ضد أنصار بروسيا. أما السبب الرئيسي الذي تسبب في انهيار الجمعية فهو المواجهة بين مطالب المعتدلين لكتابة دستور ديمقراطي واعتماد الليبراليين على التفاوض مع الملوك الرجعيين لتحفيز الإصلاحات. وبدأت مجموعات المصالح المختلفة في التجمع خارج البرلمان لاتخاذ قرار بشأن تكتيكاتها.
بدأ حكام الولايات الألمانية في ذلك الوقت يدركون أن الخطر على مناصبهم بدأ بالانحسار. وإن كان ملك بافاريا قد تنحى ولكن ذلك كان جزئيا بسبب ضغط الشارع. أدرك الملوك مع تخفيف حدة الثورة المسلحة أن توحيد ألمانيا لن يتحقق. وأضحوا غير مستعدين للتخلي عن أي سلطة يمارسونها. كما بدأ الملوك والأمراء بقمع التمرد في أراضيهم على غرار بروسيا، وسحبوا نوابهم المنتخبين من الجمعية فيما عدا بروسيا والتي مع قدرتها العسكرية الساحقة كانت قادرة على حماية البرلمان من أي هجوم عسكري من الأمراء وإن كانت لديها مصالحها الخاصة في البرلمان.
وافقت الجمعية الوطنية في فرانكفورت على إنشاء إسطول الإمبراطورية الألمانية (Reichsflotte) في 14 يونيو 1848 وهو أمر مهم لبداية قوة ألمانيا البحرية. غير أن عجز البرلمان ظهر في النقاش حول النزاع مع الدنمارك سنة 1848. اندلع الصراع الدانمركي حاله كحال العديد من الأحداث الأخرى التي وقعت في 1848 بسبب المظاهرات في الشوارع. وفي 21 مارس 1848 تظاهر شعب كوبنهاغن في الشوارع للمطالبة بدستور ليبرالي. أما سكان مقاطعة هولشتاين الدنماركية والجزء الجنوبي من شليسفيغ فغالبيتهم من الناطقين بالألمانية. وكان مواطنو كيل وهولشتاين غير متأكدين من نوايا الأحداث في كوبنهاغن. وقد ثاروا لاقامة مقاطعة منفصلة ومستقلة ذات علاقات أوثق مع الولايات الألمانية. وأنشأوا في 24 مارس 1848 حكومة مؤقتة جديدة مستقلة في هولشتاين، وجمع جيش شليسفيغ هولشتاين 7000 جندي. أيد مؤيدي التوحيد في الولايات الألمانية ضم مقاطعتي شليسفيغ وهولشتاين. فاندلعت حرب شليسفيغ الأولى (1848-1851) بعد التغيير الدستوري سنة 1849. وأرسلت بروسيا جيشا لدعم الاستقلال، ولكن الحرب انتهت بأن «يبقى الوضع كما هو» بسبب تدخل بريطانيا وروسيا. وتجاهلت الحكومة البروسية برلمان فرانكفورت في مفاوضاتها. وقع البروس على معاهدة سلام في مالمو، فقاموا بسحب القوات البروسية من الدوقيتين والموافقة على جميع المطالب الدنماركية. وقد تسببت معاهدة مالمو بقلق كبير في ألمانيا ونوقشت في البرلمان لكنه عجز عن السيطرة على بروسيا. في 16 سبتمبر 1848 وافق البرلمان على معاهدة مالمو بأغلبية الأصوات. فتسبب ذلك بانهيار التأييد الشعبي لهم، وأعلن الجمهوريون الراديكاليون معارضتهم للجمعية.
بعد عدة محاولات تمكن برلمان فرانكفورت من تبني مسألة الدستور الألماني. ففي أكتوبر 1848 أصدر الملك فريدرش فيلهلم الرابع دستورا ملكيا من طرف واحد. وقد تم بموجب هذا الدستور الملكي الجديد إنشاء برلمان جديد لبروسيا. وهو هيئة تشريعية من مجلسين: مجلس اللوردات أو مجلس الشيوخ (Herrenhaus) وتختار حكومات المقاطعات عضويته، ومجلس النواب (Landtag) الذي يأتي بالانتخاب العام. ولكنهم لن يستلموا العضوية إلا من خلال نظام معقد للجان الانتخابية. انتخب أوتو فون بسمارك لعضوية أول مجلس لاندتاغ منتخب. تأسس مجلس لاندتاغ بديلا عن سلطة برلمان فرانكفورت. وفي محاولة اخيرة لاستعادة بعض السلطة قام البرلمان في أبريل 1849 بتتويج الملك فريدرش فيلهلم الرابع إمبراطورا لألمانيا. ورفضه قائلا إنه لن يقبل تاجا إلا بنعمة الله وبموافقة نظرائه من ملوك الولايات والمدن الحرة الأخرى.
تأسست الجمعية الوطنية أو برلمان فراكفورت نتيجة الأحداث الثورية في فيينا النمساوية، مما أدى إلى سقوط الأمير مترنيخ. وكان دعمها الأقوى من المقاطعات الجنوبية حيث كان هناك معارضة تقليدية للطغاة المحليين. وبعد أن سحقت النمسا الثورات الإيطالية في 1848/1849، بدأت مملكة هابسبورغ مستعدة للتعامل مع الولايات الألمانية. ولم يتمكن البرلمان من مقاومة الجيش مع قفدان دعم شعبي واسع، وأيضا لم يتمكن من مقاومة السلطة النمساوية. فجاء حل الجمعية الوطنية في فرانكفورت يوم 31 مايو 1849.

## وصلات خارجية ومصادر
- Gerhard Rempel, 1848: REVOLUTION AND REACTION
- Constitution of the German Empire ("Constitution of Paulskirche") of 28 March 1849, in full text (بالألمانية)

- خرائط للثورات الألمانية والأوربية في 1848-1849 (omniatlas.com)